# Octonoba ampliata
Octonoba ampliata là một loài nhện trong họ Uloboridae.
Loài này thuộc chi Octonoba. Octonoba ampliata được miêu tả năm 2005 bởi Dong, Zhu & Yoshida.